# Периферийный цикл

В этом графе красный треугольник, образованный вершинами 1, 2 и 5 является периферийным циклом — четыре оставшихся ребра образуют отдельный мост. Однако, пятиугольник 1-2-3-4-5 не является периферийным, поскольку два оставшихся ребра образуют два отдельных моста.

Периферийный цикл в неориентированном графе — цикл, который не отделяет любую часть графа от любой другой. Периферийные циклы (или, как они сначала назывались, периферийные многоугольники, поскольку Татт назвал циклы «многоугольниками») первым изучал Татт, Уильям Томас. Периферийные циклы играют важную роль в описании планарных графов и в образовании циклических пространств непланарных графов.

## Определения
Периферийный цикл {\displaystyle C} в графе {\displaystyle G} можно определить формально одним из следующих способов:
- {\displaystyle C} является периферийным циклом, если он является простым циклом в связном графе со свойством, при котором для любых двух рёбер {\displaystyle e_{1}} и {\displaystyle e_{2}} в {\displaystyle G\setminus C} существует путь в {\displaystyle G}, который начинается в {\displaystyle e_{1}}, кончается в {\displaystyle e_{2}} и не имеет внутренних точек, принадлежащих {\displaystyle C}[3].
- {\displaystyle C} является периферийным циклом, если он является порождённым циклом со свойством, при котором подграф {\displaystyle G\setminus C}, образованный удалением рёбер и вершин цикла {\displaystyle C} связан.[4]
- Если {\displaystyle C} является любым подграфом графа {\displaystyle G}, мост[5] графа {\displaystyle C} является минимальным подграфом {\displaystyle B} графа {\displaystyle G}, не имеющим общих рёбер с {\displaystyle C} и имеющим свойство, при котором все его точки присоединения (вершины, смежные рёбрам, принадлежащим {\displaystyle B} и {\displaystyle G\setminus B} одновременно) принадлежат {\displaystyle C}[6]. Простой цикл {\displaystyle C} является периферийным, если он имеет в точности один мост[7]

Эквивалентность этих определений нетрудно увидеть: связный подграф графа {\displaystyle G\setminus C} (вместе с рёбрами, связывающими его с {\displaystyle C}) или хорда цикла, которая нарушает порождение цикла, в любом случае должен быть мостом, и должен быть также класс эквивалентности бинарного отношения на рёбрах, в котором два ребра связаны, если они являются концами пути без внутренних вершин в {\displaystyle C}

## Свойства
Периферийные циклы появляются в теории полиэдральных графов, то есть, вершинно 3-связных планарных графов. Для любого планарного графа {\displaystyle G} и любого планарного вложения {\displaystyle G} грани вложения, порождённые циклами, должны быть периферийными циклами. В полиэдральном графе все грани являются периферийными циклами и любой периферийный цикл является гранью. Отсюда следует, что (до комбинаторной эквивалентности, выбора внешней грани и ориентации плоскости) любой полиэдральный граф имеет уникальное планарное вложение.
В планарных графах циклическое пространство, образованное гранями, но в непланарных графах периферийные циклы играют аналогичную роль — для любого вершинно 3-связанного конечного графа циклическое пространство образуется периферийными циклами. Результат можно распространить на локально конечные бесконечные графы. В частности, отсюда следует, что 3-связные графы гарантированно содержат периферийные циклы. Существуют 2-связные графы, которые не содержат периферийные циклы (примером является полный двудольный граф {\displaystyle K_{2,4}}, в котором любой цикл имеет два моста), но если 2-связный граф имеет минимальную степень три, то он содержит по меньшей мере один периферийный цикл.
Периферийные циклы в 3-связных графах могут быть вычислены в линейное время и использовались для разработки тестов планарности.
Они были также расширены до более общего понятия не разделяющих ушных разложений. В некоторых алгоритмах для проверки планарности графов полезно найти цикл, который не является периферийным, с целью разбиения задачи на меньшие подзадачи. В двусвязном графе с контурным рангом, меньшим трёх (таком как цикл или тета-граф), любой цикл является периферийным, но любой двусвязный граф с контурным рангом три и более имеет не периферийный цикл, который может быть найден за линейное время.
Обобщая хордальные графы, Сеймур и Вивер  определили сжатый граф как граф, в котором любой периферийный цикл является треугольником. Они описали эти графы как суммы по кликам хордальных графов и максимальных планарных графов.

## Связанные понятия
Периферийные циклы также назывались неразделяющими циклами, но этот термин двусмысленный, поскольку он используется еще для двух других понятий — для простых циклов, удаление которых делает оставшийся граф несвязным, и для циклов топологического вложения графа, таких, что вырезание вдоль цикла не делает несвязной поверхность, в которую граф вложен.
В матроидах, не разделяющий цикл — это цикл матроида (то есть минимальное зависимое множество), при котором удаление цикла оставляет меньший матроид, который связан (то есть который не может быть разбит на прямую сумму матроидов). Они аналогичны периферийным циклам, но не тождественны даже в графовых матроидах (матроиды, в которых циклы являются простыми циклами графа). Например, в полном двудольном графе {\displaystyle K_{2,3}} любой цикл является периферийным (он имеет лишь один мост, путь из двух рёбер), но графовый матроид, образованный этим мостом не связан, так что никакой цикл графового матроида графа {\displaystyle K_{2,3}} не является неразделяющим.